# Azzo Correggio
Azzo Correggio va ser fill de Guido IV Correggio i per herència del pare el 1345 va ser consenyor de Gualtieri, Guastalla i Brescello (junt amb son germà Giberto V Correggio.
El 1341 va rebre la senyoria de Casalpò dels Visconti, però li va ser confiscada el 1397 per fellonia. Gualtieri ho va perdre davant del seu cosí Gianfrancesco I Cagnolo, senyor de Correggio, i el novembre del 1346 els Visconti li van confiscar Guastalla i Brescello i, si bé en va obtenir la investidura imperial el juliol del 1347 els Visconti no li van tornar. El 1349 va cedir al seu cosí Antonio I Correggio la senyoria de Torre del Taro
Va ser patrici de Parma.
Capità de l'exèrcit milanès el 1356 fins al 1368 en què va passar a la lliga antimilanesa i el 1371 va passar al servei del Papa.
Va morir a Casalpò el 1400. Casat amb Lucia Gonzaga, filla de Ludovico I Gonzaga, senyor de Mantua, va deixar un fill: Guido V Correggio.